# Eulocastra substituta
Eulocastra substituta är en fjärilsart som beskrevs av W. Warren 1913. Eulocastra substituta ingår i släktet Eulocastra och familjen nattflyn. Inga underarter finns listade i Catalogue of Life.